# Česká zbrojovka (Uherský Brod)
Česká zbrojovka a.s. ist ein Waffen- und Industriebetrieb in Uherský Brod in der Tschechischen Republik (und der früheren Tschechoslowakei). Der damalige reine Rüstungskonzern, der heute auch im Bereich Maschinenbau tätig ist, wurde 1936 im Zuge einer Verlagerung von einigen Betrieben der Rüstungsindustrie seitens der Česká zbrojovka in Strakonice gegründet. Zwecks Unterscheidung zu anderen ähnlich lautenden Unternehmen wird auch die Bezeichnung Česká zbrojovka Uherský Brod verwendet, in der Regel abgekürzt ČZUB. Der Name Česká zbrojovka steht für Tschechisches Waffenwerk.

## Geschichte
Nach Hitlers Machtergreifung beschloss das tschechoslowakische Verteidigungsministerium, die grenznahen Rüstungsbetriebe in östliche Gebiete umzusiedeln. Dieses Vorhaben wurde auch der Waffenfabrik Česká zbrojovka in Strakonice unterbreitet, die ein Gelände in Uherský Brod kaufte; am 28. Juli 1936 wurde der erste Spatenstich gemacht, Ende November 1936 wurde der Bau beendet, am 1. Februar 1937 die Produktion aufgenommen. Als Gründungstag wird der 27. Juli 1936 genannt.

### Unternehmensgeschichte
In seiner 80-jährigen Geschichte hat das Unternehmen etwa achtmal seinen Namen geändert. Zur Entwicklung der Unternehmensgeschichte sind folgende Zeitpunkte bekannt:
- 27. Juni oder 27. Juli 1936 – Gründung von Česká zbrojovka Uherský Brod als Zweigwerk der Česká zbrojovka AG Strakonice
- 1. Februar 1937 – Aufnahme der Produktion
- 1939–1945 – das Werk produziert und liefert während der Zeit des Protektorats Böhmen und Mähren Waffen für die Wehrmacht und Waffen-SS
- 1945 – Das Unternehmen heißt jetzt Česká zbrojovka Strakonice, a. s., závod Uherský Brod (Tschechische Waffenfabrik Strakonice, Werk Uherský Brod)
- 1. Januar 1950 – Die Gesellschaft wurde als „volkseigener Betrieb“ Závody přesného strojírenství Uherský Brod (Betrieb für Feinmaschinenbau) der Generaldirektion Přesné strojírenství (Feinmaschinenbau) in Prag unterstellt
- 1. April 1958 – der Betrieb wurde dem Werk Zbrojovka Vsetín (damals Závody říjnové revoluce) unterordnet
- 1. Juli 1965 – der Betrieb wurde der Generaldirektion der Zbrojovka Brno unter dem Namen Přesné strojírenství in Uherský Brod unterordnet
- 1. Januar 1983 – der Betrieb wurde unter dem Namen Agrozet, Konzernbetrieb Uherský Brod in den Konzern Agrozet Brno (Herstellung von landwirtschaftlichen Maschinen) eingegliedert
- 1. Juli 1988 – Ausgliederung aus Agrozet Brno und selbständig unter dem alten Namen Česká zbrojovka, Uherský Brod
- 1. Mai 1992 – Privatisierung als Aktiengesellschaft Česká zbrojovka Uherský Brod a.s.

Die Entscheidung, dass Uherský Brod die gesamte Pistolenproduktion von der ehemaligen Mutterfirma in Strakonice übernehmen soll, fiel bereits 1951, sie wurde jedoch erst im Laufe der folgenden Jahre verwirklicht. Somit wurde das Werk zum Haupthersteller von Pistolen, Maschinenpistolen, Gewehren und Maschinengewehren in der Tschechoslowakei.
Die CZ-Group (CZG) kaufte im Februar 2021 den traditionsreichen US-amerikanischen Waffenhersteller Colt. Die Wettbewerbsbehörden der USA und Kanada gaben bis 24. Mai 2021 das OK. Für den fusionierten Betrieb mit Produktionsstätten in Tschechien, USA, Kanada und Deutschland wird eine Mitarbeiterzahl von über 2000 angegeben.

### Tochterunternehmen
Česká zbrojovka Uherský Brod hat derzeit zwei große Tochterfirmen:
- ČZ-USA, Sitz in Kansas City, gegründet 1997, mit dem Ziel, Waffen für den Markt in USA herzustellen sowie diese aus der Tschechischen Republik zu importieren
- Zbrojovka Brno, Sitz Brünn, ist allerdings nicht das 1918 gegründete Unternehmen, das 2006 die Produktion einstellte, sondern eine durch ČZUB aufgestellte Gesellschaft, für die später die Markenrechte gesichert wurden, so dass es zu einer Umbenennung kommen konnte.[10][11]

Darüber hinaus bestehen auch einige kleinere Tochterfirmen wie ČZ Brazil (Brasilien), Union ČS (Slowakei) u. a.

## Gegenwärtige Lage

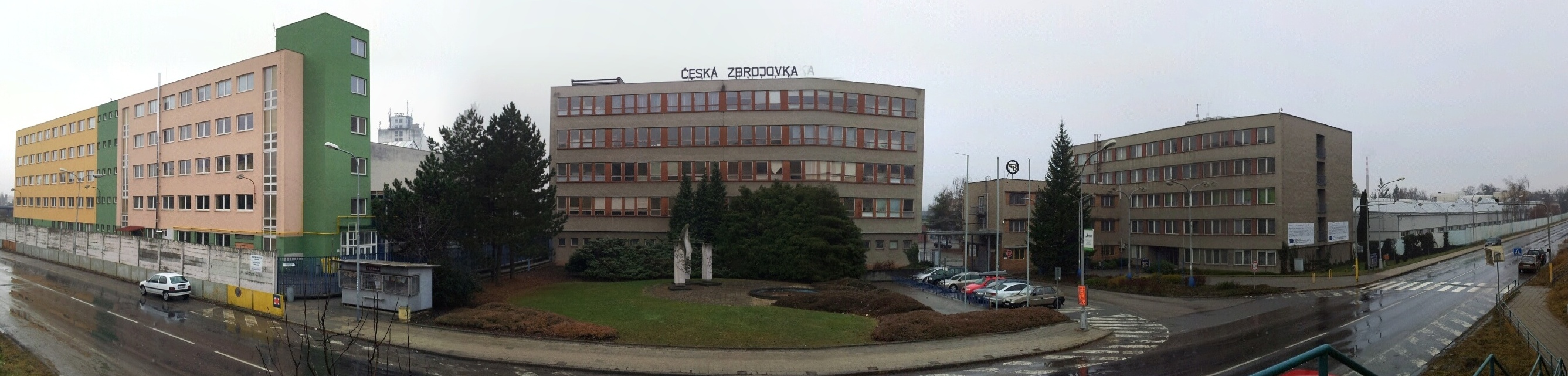
ČZUB 2011

Die Waffenproduktion, die bei der Gründung des Unternehmens den Schwerpunkt der Produktpalette ausmachte, gehört auch heute zu den wichtigen Produktionszweigen – die Handfeuerwaffen tragen zwei Drittel zum Umsatz bei. Hier spielen die Handfeuerwaffen für die Armee, Polizei und für andere Sicherheitsverbände die wichtigste Rolle, der Bereich Jagd und Sport gewinnt jedoch langsam an Bedeutung. 2011 wurden über einhundertsiebzigtausend Handfeuerwaffen hergestellt.
Während 2011 etwa 70 Prozent der Handfeuerwaffen exportiert wurden, waren es 2014/2015 bereits etwa 90 Prozent. Die größten Abnehmer zu diesem Zeitpunkt waren die Armee Thailands und das Innenministerium Ägyptens, Jagd- und Sportwaffen gingen zu einem großen Teil an den Markt in Russland und Australien. Der Anteil des Unternehmens ČZUB am Gesamtwaffenexport aus der Tschechischen Republik beläuft sich auf etwa 25 Prozent.
Das Unternehmen, das 2014/2015 knapp 1800 Beschäftigte aufwies, erreichte 2011 einen Umsatz von über 2 Mrd. Kronen, 2013 dann 2,69 Mrd. Kronen und 2014 bereits 3,37 Mrd. Kronen.
Am 12. Februar 2021 wurde bekannt, dass Česká zbrojovka den amerikanischen Hersteller Colt übernimmt und ein Übereinkommen über die Übernahme von 100 Prozent der Anteile bereits vereinbart wurde. Seit Abschluss der Übernahme agiert die Colt CZ Group SE als Holdinggesellschaft von ČZ, Colt und weiteren Unternehmen der Waffenbranche.

## Produkte

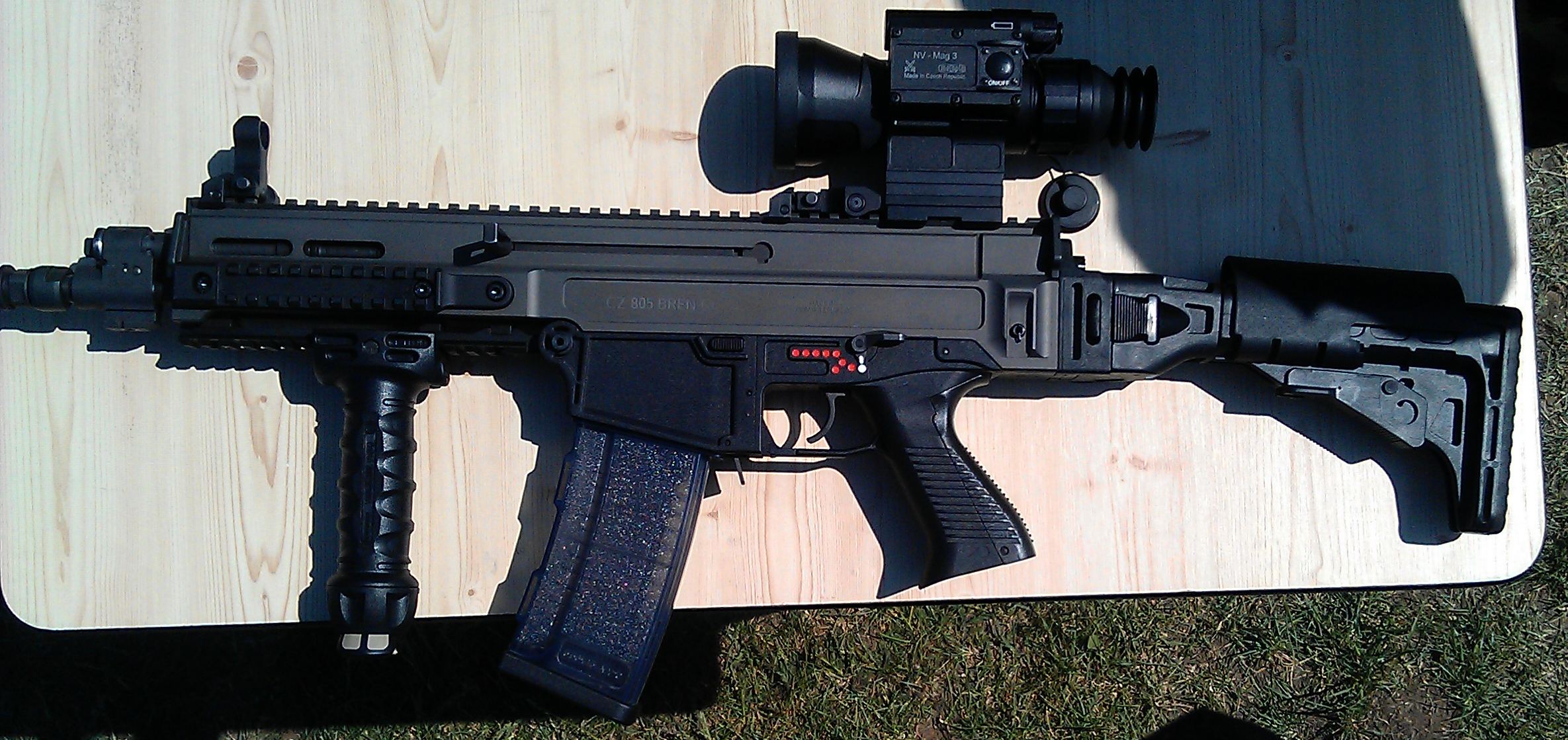
ČZ 805 BREN

Das Portfolio der Česká zbrojovka Uherský Brod wird nach wie vor im Wesentlichen durch die Herstellung von Waffen, insbesondere der Handfeuerwaffen, ausgemacht. Zu den erfolgreichen Produkten gehören beispielsweise:
- Pistolen: ČZ 75, Pistole vz. 82, CZ P-09
- Gewehre: ČZ ZKM 452, CZ 700
- Maschinenpistolen: Skorpion, Samopal vz. 58,
- Sturmgewehre: CZ 805 BREN
- Jagd- und Sportwaffen: CZ 455, CZ 527

In der Gegenwart gehört die zivile Produktion mit einem Anteil von etwa einem Drittel am Umsatz nach wie vor zu einem wichtigen Bestandteil des Portfolios des Unternehmens. Bei diesen Maschinenbauerzeugnissen handelt es sich vor allem um verschiedene Teile für die Automobil- und Flugzeugindustrie.